# Gabrielle Thomas
Gabrielle Thomas (conocida como Gabby Thomas; Atlanta, 7 de diciembre de 1996) es una deportista estadounidense que compite en atletismo, especialista en las carreras de velocidad.
Participó en dos Juegos Olímpicos de Verano, obteniendo cinco medallas, dos en Tokio 2020, plata en el relevo 4 × 100 m y bronce en la prueba de 200 m, y tres de oro en París 2024, en los 200 m y los relevos 4 × 100 m y 4 × 400 m.
Ganó dos medallas en el Campeonato Mundial de Atletismo de 2023 y dos medallas de oro en los Relevos Mundiales 2024.
Se graduó en Neurobiología por la Universidad de Harvard y estudia una maestría en Epidemiología y Gestión de la Sanidad en la Universidad de Texas.

## Palmarés internacional
| Juegos Olímpicos   | Juegos Olímpicos   | Juegos Olímpicos  | Juegos Olímpicos |
| Año                | Lugar              | Medalla           | Prueba           |
| ------------------ | ------------------ | ----------------- | ---------------- |
| 2020               | Tokio (Japón)      | Medalla de bronce | 200 m            |
| 2020               | Tokio (Japón)      | Medalla de plata  | 4 × 100 m        |
| 2024               | París (Francia)    | Medalla de oro    | 200 m            |
| 2024               | París (Francia)    | Medalla de oro    | 4 × 100 m        |
| 2024               | París (Francia)    | Medalla de oro    | 4 × 400 m        |
| Campeonato Mundial |                    |                   |                  |
| Año                | Lugar              | Medalla           | Prueba           |
| 2023               | Budapest (Hungría) | Medalla de oro    | 4 × 100 m        |
| 2023               | Budapest (Hungría) | Medalla de plata  | 200 m            |
| Relevos Mundiales  |                    |                   |                  |
| Año                | Lugar              | Medalla           | Prueba           |
| 2024               | Nasáu (Bahamas)    | Medalla de oro    | 4 × 100 m        |
| 2024               | Nasáu (Bahamas)    | Medalla de oro    | 4 × 400 m        |